# Micrargus hokkaidoensis
Micrargus hokkaidoensis är en spindelart som beskrevs av Jörg Wunderlich 1995. Micrargus hokkaidoensis ingår i släktet Micrargus och familjen täckvävarspindlar. Inga underarter finns listade i Catalogue of Life.